# Equipos ciclistas españoles en 2002
Relación de equipos ciclistas españoles en la temporada 2002.

## Primera División
- Euskaltel-Euskadi
- iBanesto.com
- Kelme-Costa Blanca
- ONCE-Eroski

## Segunda División
- Colchón Relax-Fuenlabrada
- Jazztel-Costa de Almería

| Predecesor: Equipos ciclistas españoles en 2001 | Equipos ciclistas españoles 2002 | Sucesor: Equipos ciclistas españoles en 2003 |

- Datos: Q5835092